# Praslin Island (ö i Saint Lucia)
Praslin Island är en ö i Saint Lucia. Den ligger i kvarteret Micoud, i den östra delen av landet. På ön finns skog.